# Dobronamerna diktatura
Dobronamerna diktatura je vlada, v kateri ima avtoritarni voditelj absolutno politično moč nad državo, vendar se domneva, da to počne v korist prebivalstva kot celote, kar je v nasprotju z izrazito zlonamernim diktatorjem, ki se osredotoča na njihove podpornike in lastne interese. Dobronamerni diktator lahko dovoli obstoj nekaterih državljanskih svoboščin ali demokratičnega odločanja, na primer z javnimi referendumi ali izvoljenimi predstavniki z omejeno močjo, in se med svojim mandatom ali po njem pogosto pripravlja na prehod v pravo demokracijo. Dobronamerno diktaturo bi lahko razumeli kot republikansko obliko razsvetljenega despotizma.   

## Značilnosti
Sodobno uporabo izraza v svetovni družbi, kjer se norma veliko bolj nagiba k demokraciji, je mogoče izslediti v preteklosti s strani Johna Stuarta Milla v njegovi klasiki On Liberty (1869). Čeprav se je zavzemal za demokratične pravice posameznikov, je naredil izjemo za tiste, ki jih je imenoval današnje države v razvoju:
Lahko izpustimo tista zaostala stanja družbe, v katerih se lahko smatra, da je rasa sama mladoletna. Despotizem je [...] legitimen [...] pri ravnanju z barbari, pod pogojem, da je cilj njihovo izboljšanje [...].  Svoboda [...] ne velja za nobeno stanje stvari pred časom, ko je človeštvo postalo sposobno izboljšati s svobodno in enakopravno razpravo.
Dobronamerni diktator je bil tudi priljubljena retorika v začetku 20. stoletja kot podpora kolonialnim voditeljem. Britanski kolonialni uradnik, imenovan lord Hailey, je v štiridesetih letih 20. stoletja dejal: "Nova zasnova našega odnosa ... se lahko pojavi kot del gibanja za izboljšanje zaostalih ljudstev sveta". Hailey je gospodarski razvoj razumel kot utemeljitev kolonialne moči.
V španskem jeziku se beseda dictablanda včasih uporablja za diktaturo, ki ohranja nekatere svoboščine in mehanizme demokracije. Temelj besede je, da je v španščini dictadura "diktatura", dura je "trda" in blanda je "mehka". Podobno je v portugalskih besedah ditabranda ali ditamole. Februarja 2009 je brazilski časopis Folha de S. Paulo objavil uvodnik, v katerem je vojaško diktaturo v Braziliji (1964–1985) označil za "ditabrando", kar je povzročilo polemiko.
Mancur Olson je dobronamerne diktatorje označil kot "ne kot volka, ki pleni losa, ampak bolj kot rančerja, ki poskrbi, da je njegovo govedo zaščiteno in da dobi vodo".

## Dobronamerni voditelji

### Mustafa Kemal Atatürk
The Policy Wire vidi Mustafa Kemala Atatürka kot dobronamernega diktatorja zaradi njegovega vodenja turške vojne za neodvisnost od leta 1919 do 1923 in njegovega predsedovanja od leta 1923 do 1938. Pripisujejo mu zasluge za odstranitev tujega vpliva z nekdanjega osmanskega ozemlja, nanj pa se naklonjeno gleda kot na ustanovitelja moderne Republike Turčije.
Kot predsednik novoustanovljene Turške republike je Atatürk začel s strogim programom političnih, gospodarskih in kulturnih reform s končnim ciljem zgraditi sodoben in napreden narod. Republiko Turčijo je ustanovil kot sekularno državo. Sekularizem v Turčiji izhaja iz šestih načel Mustafe Kemala Atatürka: republikanizem, populizem, laïcité, reformizem, nacionalizem in etatizem. Osnovnošolsko izobraževanje je zagotovil brezplačno in obvezno ter odprl na tisoče novih šol po vsej državi. Turške ženske so med Atatürkovim predsedovanjem dobile enake državljanske in politične pravice. Zlasti so ženske dobile volilno pravico na lokalnih volitvah z zakonom št. 1580 3. aprila 1930 in nekaj let pozneje, leta 1934, popolno splošno volilno pravico. Alexander Rüstow je njegovo vladavino opredelil tudi kot dobronamerno diktaturo.

### Josip Broz Tito
Josip Broz Tito je vodil nekdanjo Socialistično federativno republiko Jugoslavijo kot predsednik vlade in predsednik republike (kasneje dosmrtni predsednik) od ustanovitve leta 1945 do svoje smrti leta 1980. Čeprav so mnogi njegovo vladavino kritizirali kot avtoritarno, pa ga nekateri še danes vidijo kot le dobronamerna voditelja, ki je skrbel predvsem v skupno dobro. Po besedah avtorice Susan G. Shapiro je bil zelo priljubljen in večina ga je videla kot dobronamernega diktatorja. Tito je bil priljubljena javna osebnost tako v Jugoslaviji kot tudi v tujini.
Njegova notranja politika, ki je veljala kot združevalni simbol zlasti retrospektivno po dogodkih ob nasilnem razpadu Jugoslavije, je ohranjala mirno sožitje narodov jugoslovanske federacije. Gospodarstvo države je v sistemu delavskega samoupravljanja, ki ga je načrtoval njegov namestnik Edvard Kardelj, doživljalo obdobje razcveta. Tito je pridobil dodatno mednarodno pozornost kot glavni voditelj gibanja neuvrščenih.

### Lee Kuan Yew
Od osamosvojitve 9. avgusta 1965 se je Singapur v samo nekaj desetletjih spremenil iz razmeroma nerazvite in obubožane agrarne družbe v najbolj razvito azijsko državo in eno najbogatejših, saj je središče letalstva, mednarodnega bančništva, gospodarstva, turizma in pomorskega prometa. Singapur so tako poimenovali eden od štirih azijskih tigrov. Lee Kuan Yew in njegova administracija sta absolutno vladala singapurski politiki do leta 1990, medtem ko je njegova Stranka ljudske akcije od takrat ostala na oblasti in nadzira Singapur kot državo s prevladujočo stranko. Zato so Leeja pogosto omenjali kot dobronamernega diktatorja.
Kot voditelj, ki je bil na oblasti enaintrideset let, od leta 1959 do 1990, je izvajal nekatere zakone, ki so jih nekateri opazovalci ocenili kot avtokratske, in poskušal zatreti politično opozicijo s sodnimi postopki zaradi obrekovanja. Kljub temu naj bi Singapurci pogosto gledali nanj pozitivno zaradi njegovega preoblikovanja Singapurja. Peter Popham iz The Independenta je Leeja označil za "enega najuspešnejših političnih pragmatikov".  
Vse od Leejeve upokojitve kot predsednika vlade leta 1990 in njegove smrti leta 2015 je Singapur doživel večjo demokratizacijo s povečano politično udeležbo drugih strank, predvsem Delavske stranke, in ustanavljanjem urada vodje opozicije. Kljub temu je singapurska vlada še naprej deležna kritik, ker ne izvaja svobode govora kot njihovi zahodni prijatelji.

### France-Albert René
France-Albert René je bil označen kot odličen primer dobronamernega diktatorja, ki je skoraj odpravil revščino na Sejšelih, ustvaril univerzalni zdravstveni sistem in povečal stopnjo pismenosti na 90 %. René je svojo državo pripeljal do točke, ko je postala najbolj razvita država v Afriki – merjeno z indeksom človekovega razvoja – in je pomagal ustvariti enega najvišjih bruto domačih proizvodov na prebivalca na celini. Njegovi podporniki verjamejo, da je imel dobre družbene prioritete, vključno z obsežnim financiranjem izobraževanja, zdravstva in okolja s strani njegove vlade. Kritični kazalniki, kot so umrljivost dojenčkov, stopnja pismenosti in gospodarska blaginja, so med najboljšimi na celini. Med njegovo vladavino so se Sejšeli izognili nestabilnemu političnemu ozračju in nerazvitosti sosednjih otoških držav, kot sta Komori in Madagaskar. 
Vendar pa je Komisija za spravo resnice in narodno enotnost (TRNUC) leta 2018 poslušala pričevanja ljudi, ki so bili mučeni, in sorodnikov ljudi, ki so bili umorjeni, mučeni, izgnani, umorjeni, pridržani brez sojenja, pa tudi dokaze finančnega kriminala in plenjenja države in zasebnikov.